# Funkoffandfly
Funkoffandfly é uma banda portuguesa dedicada ao género afro-americano Funk, ao estilo dos anos 70.

## Formação
Bruno Matos (voz), Pedro Abreu (guitarra), Ricardo Balixa (bateria), Manuel Jónatas (viola baixo), Fausto Ferreira (pianos, sintetizadores), Pedro Cadete (percussões), e David Paris (turn-tables).

Secção de metais: Nuno Reis (trompete), Eduardo Lála (trombone) e Luís Silva (saxofones).

Coros: Selma Uamusse, Anastácia Ramos, Luísa Silva e Inês Silva.

## Historial
Fundada em Lisboa em 1998, por Bruno Matos (voz), Gonçalo Pires (baixo) e António Leitão "Tony" (bateria). Logo nesse ano a banda ganha o concurso de bandas da cidade de Odivelas já com o guitarrista Jorge Moço integrado. Até 2004 foram dados cerca de 90 concertos onde se destacam as participações nas Festas da Diversidade e inúmeros concertos no Ritz Club com bandas emblemáticas como Los Tomatos, CarbonH entre outras. 
No ano de 2004 Gonçalo Pires abandona o colectivo e nesse ano a formação é ampliada, recebendo teclados, sopros e coros.Nesse ano participou no espectáculo "Avariações", de homenagem a António Variações vinte anos após a sua morte, produzido no Teatro Maria Matos em Lisboa. (Colaboraram neste espectáculo, para além de Funkoffandfly, bandas e artistas como Vozes da Rádio, Pop Dell'Arte, Tucanas, Adolfo Luxúria Canibal, Filipa Pais, Lena d'Água , Vítor Rua, Rádio Macau, Maria João e Mário Laginha). Funkoffandfly apresentou versão do tema de Variações "Dar e Receber".
Ainda em 2004 grava os temas "You Got Your Problem" e "Funky Generation" para a compilação Objectivo Rock In Rio Lisboa (ed. Som Livre / distr. Sony Music Portugal).  Desta compilação fazem parte dez bandas, seleccionadas entre 437 bandas a concurso, por um júri constituído por representantes de Som Livre, Mega Hits FM, Jornal Blitz, SIC Radical e Rock in Rio Lisboa. Em 2005 é organizado um concerto e festa de apresentação da banda na discoteca Lux-Frágil em Lisboa, com participação de Gimba, Fernando Alvim, entre outros dj's e músicos convidados. Foi finalista do Festival Termómetro Unplugged na edição de 2008 (2º lugar).
A banda tem sido presença em clubes lisboetas como Cabaret Maxime, MusicBox (Lisboa), participa em diversos festivais incluindo festivais de jazz , em palcos um pouco por todo o país, integrada em programas dos quais fazem parte nomes incontornáveis do panorama musical português, como Paulo Gonzo ou Da Weasel. Em 2008 participou na programação "Concertos na Esplanada", produção do Teatro Nacional D. Maria II. . Também em 2008 foi convidada para actuar na Cordoaria Nacional, em festa produzida pelo canal FOX e pelo MySpace Portugal. Actuou em programas de televisão com música ao vivo em som directo: Cabaret da Coxa, SIC Radical (2002) e A de Autor, RTP2 (2010). 

Em 2010 editou o álbum de originais Welcome to , distribuido por Compact Records. O concerto de lançamento aconteceu no Clube Ferroviário em Lisboa.

## Discografia
- Welcome to (CD, 2010)
- Objectivo Rock In Rio Lisboa (Compilação, 2004)